# 簗田満助
簗田 満助（やなだ みつすけ）は、室町時代の武将。足利氏（鎌倉公方）の家臣。簗田河内守良助の次男で、異母兄に直助。ただし、現存する古文書で確認できる実名は助良（すけよし）であり、満助は後世の系譜のみに登場する名前である。
簗田氏は桓武平氏の平惟茂あるいは平維盛の末裔であるともいわれ、後に子孫が下野国足利荘簗田郷に在住して足利氏に仕えたといわれている。また、足利氏の庶流である斯波氏に仕えて関東地方にあった同氏の所領の代官をしていたが、鎌倉府の勢力拡大に従ってその傘下に入る見返りに所領の押領を認められたとする説もある。満助は長男ではなかったが、母親が名門那須氏の出身であったために簗田氏の家督を継いだという。これに対して、近年の研究では武蔵国太田荘にいた長男の直助の系統が嫡流で、下総国下河辺荘に移った次男の満助の系統は元々傍流であったが、鎌倉公方の信頼を得た満助の系統が勢力を持って直助系に取って代わったとする。
満助は足利満兼とその子持氏に仕え、河内守を名乗って鎌倉公方奉公衆筆頭となる。満兼からは偏諱を賜り、満助を名乗る。以降晴助の代まで主君である歴代の鎌倉公方・古河公方から偏諱を賜った。足利持氏の長男・永寿王丸（後の古河公方足利成氏）の生母は簗田氏の出とされ、『古河公方系図』では春王丸（持氏の次男）の生母は「簗田河内守」の娘としている。
後に下河辺荘（下総国猿島郡・葛飾郡の一部）に所領を与えられたとされ、水海城（現在の茨城県古河市）はその根拠地であるといわれる。このため、簗田氏代々の当主からは「御家之鏡」と尊崇されたのである。また、後の簗田氏の本拠となる下総国関宿7村は、元々佐竹氏の所領であったが、永享8年（1436年）に足利持氏から離反した佐竹義人が満助を仲介者として降伏を申し入れたときに、仲介の謝礼として引き渡されたとする説もある。
永享10年（1438年）、6代将軍・足利義教の命を受けた関東管領上杉憲実によって持氏が攻められると（永享の乱）、満助は一族郎党と共に抵抗するが敵わず、やがて子・持助に永寿王丸を託して落ち延びさせた後、良助らと共に自害したという。